# Stenoloba oculata
Stenoloba oculata là một loài bướm đêm trong họ Noctuidae.